# サラリーマン出世太閤記 課長一番槍
『サラリーマン出世太閤記 課長一番槍』（サラリーマンしゅっせたいこうき かちょういちばんやり）は、1959年6月16日に東宝系で公開された日本映画。カラー。東宝スコープ。同時上映は『野獣死すべし』。

## 概要
シリーズ第4作。本作よりカラーとなる。
本作では、宣伝係長になった主人公・木下秀吉が自社の自動車「アトラス」の広告塔を建てようとするも、バーで警察に取り調べられたり、銀行の頭取の娘との縁談が破談になったり、悪徳新聞社「万一タイムズ」に嫌がらせを受けられたりとご難続きだったが、最後は「アトラス」を使ったレースに優勝して販売課長になるまでを描く。
後年『社長シリーズ』で取引先の会長役を演じる左卜全が、本作では万一タイムズ社長・石川剛右衛門役と、珍しく悪役を演じている。
美術の井上泰幸は、ヘリコプターがビルの屋上に車を下ろすシーンのミニチュア撮影で、1/20スケールで統一して設計されていたミニチュアを模型制作がバラバラのサイズで作ってしまい、円谷が烈火のごとく怒っていたと証言している。撮影では、遠近感が強調されるワイドレンズを用いることで事なきを得た。

## 出演者
- 木下秀吉：小林桂樹
- 山中エイ子：団令子
- 山中為助：沢村いき雄
- 左右田一：加東大介
- 左右田茂子：東郷晴子
- 長谷川：有島一郎
- 加藤：藤木悠
- 福島：宇野晃司
- 片桐：山田彰
- 黒田：丘寵児
- 浅井：伊藤久哉
- 小早川隆子（「小早川ビル」社長、マダム）：淡路恵子
- 可奈子：水の也清美
- 塩田頭取（取引先の銀行の頭取）：土屋詩朗
- 塩田夫人：三田照子
- 塩田真知子（塩田頭取の娘）：柳川慶子
- 泰子：野口ふみえ
- 石田：江原達怡
- 伊豆海親方（相撲部屋の親方）：千葉信男
- 石川剛右衛門（「万一タイムズ」社長）：左卜全

## スタッフ
- 製作：安達英三郎
- 脚本：笠原良三
- 監督：筧正典
- 撮影：遠藤精一
- 照明：石川緑郎
- 美術：小川一男
- 録音：三上長七郎、下永尚
- 音楽：松井八郎
- 編集：岩下広一
- 助監督：錦織正信